# Свуш

Символ «свуш», який був створений Керолін Девідсон і використовується компанією Nike

Свуш (англ. Swoosh) — символ виробника спортивного взуття і одягу Nike. Він є однією з найвпізнаваніших емблем у світі.

## Історія
Емблема «свуш» була створена в 1971 році студенткою-дизайнеркою Портлендського університету Керолін Девідсон. Вона познайомилася з Філом Найтом, коли той викладав на бухгалтерських курсах, і почала займатися фрілансом для його компанії Blue Ribbon Sports (BRS). «Свуш» був створений, коли Керолін була засмучена невдалими спробами створити «нову» «свіжу» емблему і черкнула на папері галочку. Протягом семи років після свого заснування в 1964 році компанія BRS імпортувала кросівки Onitsuka Tiger. У 1971 році компанія вирішила запустити свій власний бренд під назвою Nike. Девідсон прийняла пропозицію Найта зайнятися дизайном нового логотипу бренду.
Навесні 1971 року Девідсон представила Найту та іншим керівникам BRS ряд варіантів емблеми, і в кінцевому підсумку вони вибрали символ, нині відомий як «свуш». Девідсон надала рахунок на 35 доларів за свою роботу. (У 1983 році Найт подарував Девідсон діамантове кільце з емблемою свуш і конверт з акціями Nike, щоб висловити свою подяку.)
Перші кросівки з емблемою «свуш» були представлені в червні 1972 року на відбіркових змаганнях для Олімпійських ігор з легкої атлетики в місті Юджін в штаті Орегон. Nike продовжує використовувати бренд досі.